# Freginals
Freginals ist eine Gemeinde (Municipio) mit 424 Einwohnern (Stand: 2024) im Südosten Kataloniens in Spanien. Die Gemeinde gehört zur Comarca Montsià. 

## Lage
Freginals liegt etwa 85 Kilometer südwestlich von Tarragona in einer Höhe von ca. 125 m. Durch die Gemeinde führt die Autopista AP-7.

## Bevölkerungsentwicklung
| Jahr      | 1970 | 1981 | 1991 | 2001 | 2011 | 2021 |
| Einwohner | 529  | 411  | 373  | 380  | 464  | 391  |

## Sehenswürdigkeiten
- Bartholomäuskirche aus dem 18. Jahrhundert

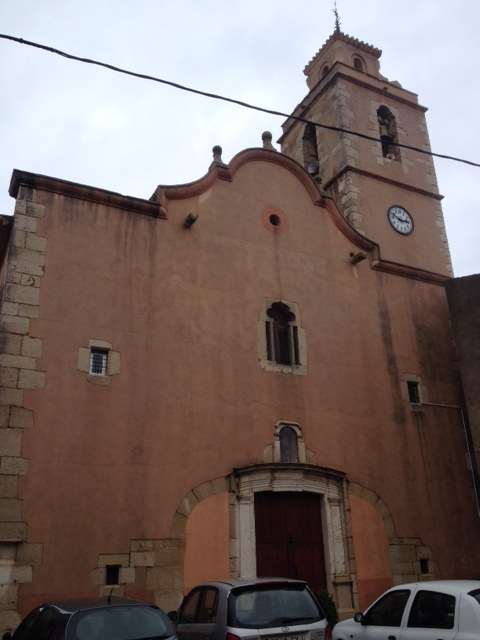
Bartholomäuskirche